# 최인호 (작가)
최인호(崔仁浩, 1945년 10월 17일~2013년 9월 25일)는 대한민국의 소설가이자 시나리오 작가이다. 본관은 수원(水原).

## 경력

### 문학 입문
서울고등학교(16회) 2학년 재학 시절인 1962년 단편 〈벽구멍으로〉로 한국일보 신춘문예에 가작 입선하여 문단에 데뷔하였고, 1967년 단편 〈견습환자〉가 조선일보 신춘문예에 당선된 이후 본격적인 문단 활동을 시작하였다.

## 글

### 가족 연재
25년이나 월간 샘터에 연재소설 《가족》을 연재하여 자신의 로마 가톨릭 교회 신앙과 가족들에 대한 이야기를 썼다. 현재, 대한민국 문학계에서 《가족》은 대한민국의 최장 연재소설로 기록되고 있다.

#### 가족 연재 종료
하지만 안타깝게도 샘터 2010년 2월호를 기해 《가족》 연재가 종료되었는데 이유는 저자 최인호 본인의 암(침샘암)투병으로 인한 것이었다.
《가족》을 연재해 온 샘터사는 2010년 1월 10일 보도자료를 통해 "작가가 지난해 10월호를 보낸 뒤 쉬겠다고 한 데 이어 지난 연말 연재를 끝내겠다는 의사를 최종적으로 전해왔다"고 밝혔다. 최인호는 1975년 9월부터 이 잡지에 《가족》 연재를 시작해 2009년 10월호까지 34년 6개월간 총 402회를 연재했다. 암이 발견되자 2008년 7월호 이후 연재를 잠시 중단했다가 2009년 3월호부터 재개한 바 있다.

### 402호
최씨가 〈샘터〉에 보낸 402회의 제목은 '참말로 다시 일어나고 싶다'이다. 작가는 이 글에서 요절한 소설가 김유정이 죽기 열흘 전에 쓴 편지를 인용하며, '그 편지를 읽을 때마다 나는 펑펑 울었다'고 고백했다. 최씨는 "갈 수만 있다면 가난이 릴케의 시처럼 위대한 장미꽃이 되는 불쌍한 가난뱅이의 젊은 시절로 돌아가고 싶다. 막다른 골목으로 돌아가서 김유정의 팔에 의지하여 광명을 찾고 싶다"고도 했다.

### 드라마와 영화화
그의 작품 중 드라마나 영화로 만들어진 것으로는 《바보들의 행진》, 《상도》, 《해신》, 《별들의 고향》, 《지구인》이 있는데, 이중 《해신》은 북디자인계의 개척자로 평가받는 정병규가 표지 디자인을 했다. 1982년에 〈깊고 푸른 밤〉으로 제6회 이상문학상을 수상하였다.

## 작품 목록
- 《타인의 방》
- 《영가》(靈歌)
- 《2와 1/2》
- 《잠자는 신화》
- 《바보들의 행진》
- 《고래 사냥》
- 《겨울 나그네》
- 《불새》
- 《내 마음의 풍차》
- 《별들의 고향》
- 《처세술개론》
- 《도시의 사냥꾼》
- 《지구인》
- 《잃어버린 왕국》
- 《길 없는 길》
- 《왕도의 비밀》
- 《상도》(商道)
- 《유림》
- 《해신》(海神)
- 《깊고 푸른 밤》
- 《낯익은 타인들의 도시》(여백, 2011) ISBN 978-89-5866-094-1
- 《나의 딸의 딸》
- 《나는 나를 기억한다 1,2》(여백, 2015)

## 같이 보기
- 경허: 《길 없는 길》의 실제 주인공
- 장보고: 《해신》의 실제 주인공. 海神이라는 제목은 고대 그리스신화의 포세이돈과 장보고를 대비시킨 것이다.

## 서훈
- 2013년 은관문화훈장(2등급, 추서)

## 참고 기사
1. ↑  소설가 최인호 별세, 이외수 “천재성이 번뜩이는 작가였는데”-한겨레 2013년 9월 26일자
2. ↑  아, 젊음이여…참말로 다시 일어나고파 - 한겨레 2010년 1월 11일자